# 墨西哥人
墨西哥人（西班牙語：mexicanos）指的是墨西哥合眾國的公民。
墨西哥人最常講的是西班牙語，但也有能說68種原住民語群之一的人，以及其他近代移民來墨國之人或是從居住他國墨國僑民所學而說的語言。2015年的調查顯示，21.5%的墨西哥人認為自己是原住民。約有1200萬名墨西哥公民旅居海外，其中1170萬人旅居地是美國。更廣義的墨西哥人流散也可包含，祖先為墨西哥人且自我認同亦如此，但未必在公民身分、文化或語言上屬墨西哥人的群體。美國擁有除墨國外最大的墨西哥人群體，2019年的人口為37,186,361人。
現代的墨西哥自1810年歷經10多年的獨立戰爭後，於1821年自西班牙帝國獨立，揭開民族認同的建立過程，墨西哥人融合了前哥倫布時期的原住民以及西班牙血統的文化特徵。如此使得墨西哥人成為「一種獨特的多種族民族主義（"a peculiar form of multi-ethnic nationalism"）」。